# Mompracem
Mompracem è un'isola immaginaria che compare nella serie letteraria del ciclo indo-malese di Emilio Salgari; l'isola è il covo di Sandokan e dei suoi fedeli uomini, i Tigrotti di Mompracem.

## Origini storiche
Sulle odierne carte nautiche non esiste un'isola con il nome Mompracem; tale nome si trovava però nelle carte nautiche di fine Ottocento, carte a cui probabilmente attinse Emilio Salgari.
Secondo Giulio Raiola, la Mompracem dei romanzi di Salgari sarebbe una piccola isoletta denominata Keraman (anche nota col nome di Kumaran o Kuraman). Incongruenze geografiche (e la smentita dello stesso Salgari che considerava Mompracem e Keraman due isole ben distinte) fanno dubitare che questa ipotesi sia valida, anche in un articolo sulla cartografia del Borneo nel XVI secolo, se Robert Nicholl conferma l'identificazione di Mompracem con l'isola di Keraman. Studi più recenti attraverso indagini cartografiche e satellitari suggeriscono invece che Mompracem sia identificabile col banco corallino di Ampa Patches, nelle acque territoriali del Brunei. La studiosa Bianca Maria Gerlich evidenzia che Mompracem esisteva sulle carte nautiche dalla metà del XVI secolo ed era più grande della Keraman attuale in cui è identificabile l'antica Mompracem. "Keraman" nella lingua malese significa "l'isola che scompare"; infatti una parte fu portata via dal mare. La nuova denominazione dell'isola si trova nel 1870.

## Caratterizzazione letteraria
Nel ciclo indo-malese ideato da Emilio Salgari, l'isola è la sede di Sandokan e dei suoi tigrotti. Prima dell'arrivo di questi, Mompracem era un covo di pirati, ma, grazie a Sandokan, diventa un piccolo regno. Nel primo libro delle avventure di Sandokan, Le tigri di Mompracem, l'isola è conquistata dagli inglesi. Negli eventi narrati dal primo al terzo romanzo del ciclo, I pirati della Malesia, Sandokan la riconquista, per poi riperderla nel quinto capitolo, Il Re del Mare. Solo dopo alcuni anni, i tigrotti riconquisteranno il loro scoglio, strappandolo al sultano di Varauni, fantoccio della Corona britannica, incaricato di controllare l'isola.
Secondo Salgari, l'isola è coperta da fitti boschi tranne un piccolo villaggio, costruito dai tigrotti di Mompracem, il quale è sovrastato da un'alta rupe a picco sul mare, sulla quale si erge l'abitazione di Sandokan e Yanez.

## Caratterizzazione televisiva
Per le riprese dello sceneggiato televisivo Sandokan degli anni settanta, venne scelta, dopo una lunga serie di sopralluoghi, l'isola malese di Kapas, situata al largo delle coste orientali della penisola della Malacca.